# Bradysia semirufescens
Bradysia semirufescens är en tvåvingeart som beskrevs av Mohrig, Roschmann och Björn Rulik 1999. Bradysia semirufescens ingår i släktet Bradysia och familjen sorgmyggor.
Artens utbredningsområde är Nepal. Inga underarter finns listade i Catalogue of Life.